# Bengt Fröderberg
Bengt Fröderberg, född 20 augusti 1951 i Sundsvall, är en svensk scenograf.

## Biografi
Fröderberg har arbetat inom både teater och film, bl.a. Göteborgsoperans uppsättning av A Chorus Line, Chinateaterns Little Shop of Horrors, Puritanerna på Södertäljeoperan, My Fair Lady och Girls Night Out på Östgötateatern i Norrköping-Linköping.
Han har varit scenograf för en lång rad filmer bl.a. Jönssonligan på Mallorca, Drömkåken, Under solen, Gossip och Sprängaren. Han har även ett hundratal reklamfilmer bakom sig.

## Teater

### Scenografi
| År   | Produktion                              | Upphovsmän                                                                                       | Regi             | Teater                   |
| ---- | --------------------------------------- | ------------------------------------------------------------------------------------------------ | ---------------- | ------------------------ |
| 1991 | Flott & lagom                           | Sven Hugo Persson, Kar de Mumma, Calle Norlén, Carl Zetterström, Tomas Tivemark, Katrin Sundberg | Thomas Ryberger  | Stora teatern, Stockholm |
| 1998 | Little Shop of Horrors                  | Alan Menken och Howard Ashman Översättning Calle Norlén                                          | Magnus Bergquist | Östgötateatern           |
| 2000 | Girls Night Out                         | Dave Simpson                                                                                     | Magnus Bergquist | Östgötateatern/ Turné    |
| 2002 | A Chorus Line                           | James Kirkwood, Nicholas Dante, Edward Kleban och Marvin Hamlisch Översättning Erik Fägerborn    | Staffan Aspegren | Göteborgsoperan          |
| 2007 | The Wedding Singer                      | Matthew Sklar, Chad Beguelin och Tim Herlihy                                                     | Staffan Aspegren | Wermland Opera           |
| 2013 | Spök                                    | Björn Skifs, Bengt Palmers och Bo Carlgren                                                       | Pernilla Skifs   | Cirkus                   |
| 2015 | Ladykillers                             | Graham Linehan Översättning Edward af Sillén                                                     | Emma Bucht       | Oscarsteatern            |
| 2016 | Mamma Mia! – The party                  | Calle Norlén, Björn Ulvaeus och Roine Söderlundh                                                 | Roine Söderlundh | Restaurang Tyrol         |
| 2018 | Camera                                  | Jan-Erik Sääf och Staffan Aspegren                                                               | Eva Gröndahl     | Östgötateatern           |
| 2021 | Scalarevyn                              | Henrik Dorsin                                                                                    | Michael Lindgren | Scalateatern             |
| 2022 | Älskling är jag hemma Home, I'm Darling | Laura Wade Översättning Sofia Fredén                                                             | Maria Blom       | Kulturhuset Stadsteatern |
| 2022 | Kulturbärarna                           | Andreas T. Olsson                                                                                | Claes Eriksson   | Oscarsteatern            |

### Fotnoter
1. ↑  ”Teaterannons”. Dagens Nyheter:  s. 21. 14 maj 1991. http://arkivet.dn.se/arkivet/tidning/1991-05-14/129/21. Läst 26 januari 2016.
2. ↑  ”Repertoar 1998”. Östgötateatern. https://ostgotateatern.wordpress.com/2011/04/04/repertoar-1998/. Läst 24 mars 2018.
3. ↑  ”A Chorus Line”. Göteborgsoperan. Arkiverad från originalet den 5 mars 2018. https://web.archive.org/web/20180305202601/http://sv.opera.se/forestallningar/a-chorus-line-2002-2003/. Läst 6 mars 2018.
4. ↑  Wermland Opera (14 mars 2007). ”The Wedding Singer”. Pressmeddelande.  Läst 23 september 2015. Arkiverad från originalet den 25 september 2015.
5. ↑  ”Ladykillers”. Oscarsteatern. Arkiverad från originalet den 23 september 2015. https://web.archive.org/web/20150923144631/http://www.oscarsteatern.se/ladykillers/. Läst 3 september 2015.
6. ↑  Johanna Paulsson (21 januari 2016). ”'Mamma Mia! The Party” på Tyrol”. Dagens Nyheter. https://www.dn.se/kultur-noje/scenrecensioner/mamma-mia-the-party-pa-tyrol/. Läst 24 mars 2018.
7. ↑  ”Scalarevyn”. Scalateatern. https://www.scalateatern.se/forestallning/scalarevyn-det-glada-20-talet/. Läst 14 september 2021.
8. ↑  ”Kulturbärarna”. Oscarsteatern. Arkiverad från originalet den 18 december 2022. https://web.archive.org/web/20221218223913/https://www.oscarsteatern.se/events/kulturbararna/. Läst 18 december 2022.